# فيكتور كان
كان واه شيت، ولد في عام 1941، هو طالب عند المعلم ييب مان  وبدأ تعليمه لـ فن الوينغ تشون في سن 13 عامًا في هونغ كونغ .  تدرب مع ييب مان لمدة 7 سنوات وفي ذلك الوقت أصبح يعرف باسم «ملك التشي ساو»(أحد أهم التقنيات في الوينغ تشون).  وبحلول أواخر الخمسينيات من القرن الماضي، ساعد ييب مان حتى غادر إلى أوروبا عام 1961. يقوم فيكتور بالتدريس في المملكة المتحدة  ويقوم بذلك منذ عام 1975. له أيضًا فروع في إيطاليا وأستراليا وهونغ كونغ.

## بروس لي وفيكتور كان
اشتهر بتعليم بروس لي الفورم الأول في الوينغ تشون سيو نيم تاو أو سيو ليم تاو . 